# Baltasound

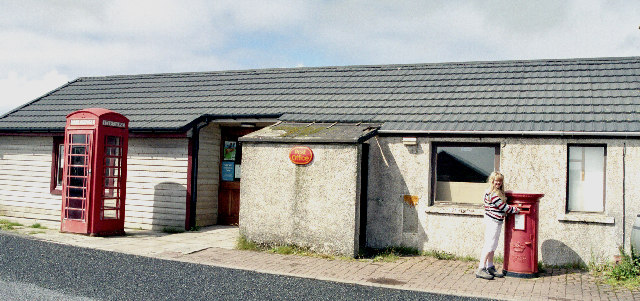
Baltasounds postkontor, Storbritanniens nordligaste.

Baltasound är den största bosättningen på ön Unst på Shetlandsöarna. Baltasound ligger på öns östkust. Baltasound var tidigare den viktigaste sillhamnen på Shetland och 1902 var fångsten större än i huvudstaden Lerwick. Den var då centralhamn för svenska västkustfiskare och i början av 1900-talet byggdes på deras initiativ en svensk kyrka där och en svensk präst var stationerad i Baltasound under fiskesäsongen.
The Swedish Kirk som den kallades användes till 1961, med avbrott för en period under andra världskriget då lokalen användes av Royal Navy. Kyrkobyggnaden förstördes på nyårsnatten 1992 i en orkan.
År 2000 avtäcktes ett minnesmärke av bohusgranit till minne om de bohuslänska fiskarna.